# Nobuo Kawakami
Nobuo Kawakami, född 4 oktober 1947 i Saitama prefektur, Japan, är en japansk tidigare fotbollsspelare.